# Секшон (Алабама)
Секшон (енгл. Section) град је у америчкој савезној држави Алабама. По попису становништва из 2010. у њему је живело 770 становника.

## Демографија
Према попису становништва из 2010. у граду је живело 770 становника, што је 1 (0,1%) становника више него 2000. године.
| Група             | 2000.       | 2010.       |
| Белци             | 721 (93,8%) | 731 (94,9%) |
| Афроамериканци    | 6 (0,8%)    | 0 (0,0%)    |
| Азијати           | 0 (0,0%)    | 5 (0,6%)    |
| Хиспаноамериканци | 4 (0,5%)    | 7 (0,9%)    |
| Укупно            | 769         | 770         |